# Estudio electrofisiológico
El estudio electrofisiológico es una prueba médica que sirve para el diagnóstico de pacientes que tienen o pueden tener alteraciones del ritmo cardíaco (arritmias). Esta prueba permite conocer el tipo y la gravedad de las arritmias, el lugar del corazón donde se originan y los trastornos que producen. La prueba sirve además para enfocar mejor el tratamiento que se tiene que aplicar a estas arritmias en caso de existir.
Un estudio de electrofisiologia cardíaca (en inglés: Electrophysiology Studies) (EPS) es un procedimiento mínimamente invasivo que evalúa el sistema de conducción eléctrica del corazón para evaluar la actividad eléctrica y las vías de conducción del corazón. Durante el EPS se registra el ritmo sinusal y las arritmias supraventriculares y ventriculares de los intervalos cardíacos iniciales. El estudio está indicado para investigar la causa, la ubicación de origen y el mejor tratamiento para varios ritmos cardíacos anormales. Este tipo de estudio lo realiza un electro-fisiólogo y utiliza un catéter único o múltiple situado dentro del corazón a través de una vena o de una arteria.
Es importante que los pacientes no coman ni beban desde 12 horas antes del procedimiento. Esto se hace para prevenir el vómito. El incumplimiento de esta simple preparación puede tener consecuencias peligrosas. En general, pequeñas cantidades de agua se pueden consumir hasta dos horas antes del examen. Los pacientes tienen que hacer la prueba cuando tienen síntomas y no tienen que conducir durante dos a tres días.
Esta técnica es utilizada para diversas arritmias como:
- Fibrilación auricular
- Flutter auricular
- Taquicardias paroxísticas
- Síndromes de preexcitación

## ¿Cómo se realiza la prueba?
A la hora de realizar el estudio es necesario que el paciente se encuentre en ayunas.
- El paciente debe tumbarse en una camilla, donde será sedado antes de comenzar la intervención.
- La anestesia será aplicada en la zona de punción, donde se introducirán catéteres, los cuales serán dirigidos al corazón mediante rayos X u otro tipo de sistemas de localización.
- A través de los catéteres se podrá conocer el tipo de arritmia que el paciente sufre y dónde se encuentra localizada. En algunas ocasiones el paciente deberá recibir algún fármaco o descarga eléctrica para obtener un mejor diagnóstico de la arritmia.
- La intervención puede durar entre 30 minutos y varias horas.
- Al terminar la intervención, el paciente deberá reposar varias horas, con el fin de evitar complicaciones.[4]

## Riesgos de la prueba
- Leves. Durante la intervención, es completamente normal que el paciente sienta palpitaciones provocadas por los catéteres y medicación. Tras la intervención, los pacientes solo sentirán una pequeña molestia en la zona de punción o a la aparición de un hematoma.
- Graves. En raras ocasiones los pacientes pueden sufrir una trombosis venosa o arterial, flebitis, hemorragias, perforación cardiaca o una embolia pulmonar.[4]